# Maurice Bailey
Maurice Bailey (nacido el 30 de octubre de 1981 en El Bronx, Nueva York)es un jugador de baloncesto estadounidense. Con 1.83 metros de estatura, jugaba en la posición de base.

## Características
Maurice Bailey es un base con buen tiro exterior y hábil en las penetraciones. Es un gran anotador, destaca sobre todo por ser un jugador con un gran sentido del juego colectivo. Tiene la misión de ser el líder natural en pista del equipo.

## Trayectoria deportiva
- 2007-08 NK Olimpija Ljubljana.
- 2008-09 Estrella Roja.  Serbia
- 2010-?  ACB. Obradoiro Club Amigos del Baloncesto.  España

## Trayectoria
Maurice Bailey es un base que posee experiencia en distintas ligas europeas (Franca, Serbia, Rusia y Eslovenia), cuenta con experiencia en el Nancy de Francia, el Lokomotiv Ruso, jugando en la temporada 2007/08 la Euroliga en las filas del NK Olimpija Ljubljana (9,1 puntos, 1,7 robos y 2,2 asistencias por partido). En la temporada 2009/10 jugó en el Estrella Roja de Belgrado, disputando la Liga Adriática hasta que fue cortado tras 8 partidos a mediados de noviembre pasado. Sus estadísticas con los serbios fueron de 9,5 puntos, 2 rebotes, 1,9 asistencias y 1,1 robos en 22 minutos.